# Христопулова къща
Христопуловата къща (на гръцки: Αρχοντικό Χριστόπουλου) е възрожденска къща в град Костур, Гърция.

## Местоположение
Къщата е разположена в северната традиционна махала Позери (Апозари) на ъгъла на улица „Гусис“ 1 и „Христопулос“, срещу църквата „Свети Пантелеймон“.

## История
Построена е в 1753 година. Според местната устна традиция това е родната къща на поета Атанасиос Христопулос (1772 – 1847), в която той прекарва първите години от живота си, преди да се изсели със семейството си в Букурещ. Първият засвидетелстван документално собственик е Димитриос Филдзос. По-късно е купена от Йоанис Дзодзас, а след това става собственост на Христос Тоскас и е известна и като Тоскова къща. В крайна сметка къщата е отчуждена от община Костур, за да бъде спасена от разрушаване.
В 1965 година е обявена за паметник на културата.